# 柔茎凤仙花
柔茎凤仙花（学名：Impatiens tenerrima）为凤仙花科凤仙花属的植物，为中国的特有植物。分布在中国大陆的四川等地，生长于海拔2,800米的地区，多生在林下岩石处，目前尚未由人工引种栽培。